# DJ 108
Па́вел Влади́мирович Пачка́й (род. 18 марта 1973, Ленинград), более известный как DJ 108 — российский хип-хоп-диджей, рэпер, музыкальный продюсер, битмейкер, автор песен, звукорежиссёр, участник рэп-группы Da-108 и хип-хоп-объединения Da-108 Flava, а также бывший саунд-продюсер «Bad B. Альянса».
В 1986 году Павел Пачкай начал увлекаться брейк-дансом, благодаря чему в начале 90-х познакомился с первой волной брейк-данса в стране. В 1992 году совместно с «Фуксом» создал рэп-группу Da-108. В 1994 году место «Фукса» занял Купер, с которым был записан передовой для своего времени альбом «Дорога на восток», названный порталом Rap.ru одним из главных альбомов русского рэпа. В конце 1994 года группа Da-108 заняла второе место на ежегодном международном фестивале рэп-музыки Rap Music, где через два года там же заняла первое место.
После ухода Купера в Bad Balance DJ 108-й выпустил ещё три сольных альбома под маркой группы Da-108: «Комбинатор» (2004), «Питерский олдскул» (2018) и «Это всё не то…» (2020). Визитной карточкой «108-го» стала песня «Праздник Эй-Тона (Say 26)», видеоклип на которую попал в ротацию телеканала «MTV Россия» в 2000 году.
С 2001 года занимался музыкальным продюсированием хип-хоп-артистов и групп, входящих в «Bad B. Альянс». Среди известных треков — «Не пытайся меня слить» (ДеЦл, 2001), «Мелекино» (ШЕFF, 2001), «Меньше слов» (N’Pans и Батишта, 2002), «Питерские миги» (Bad B., 2003) и «Потабачим» (Detsl aka Le Truk, 2004). С 2014 по 2019 год «108-й» был судьёй интернет-шоу Versus Battle, ведущий которого назвал его лучшим судьёй проекта. Журналисты часто называют «Пашу 108-го» «ветераном питерского рэпа», а также «одним из ветеранов отечественного хип-хопа».

## Карьера

### Da-108
Павел Пачкай родился 18 марта 1973 года в Ленинграде. В 1986 году начал увлекаться брейк-дансом. Танцевал брейк-данс в школе с одноклассниками и на местной дискотеке в клубе «Икар». В январе 1990 года Пачкай на месяц уехал учиться в США по обмену. Там он приобрёл несколько аудиокассет с рэпом. В 1991 году Пачкай (тогда его звали «Пашан») поступил в институт, где познакомился с Антоном «Фуксом», одним из лучших танцоров брейк-данса, который «тусовался» на рэперской тусе в ДК «Мир». «Фукс» в свою очередь познакомил его со всей городской тусовкой и однажды предложил организовать свою команду. «Фукс» начал писать тексты, а Павел — делать музыку. Аппаратуры тогда не было, поэтому в качестве музыки Пачкай использовал проигрыши из песен американских рэп-групп. Все песни записывались на магнитофон с помощью советской драм-машины «Лель», и таким образом в домашних условиях был записан демо-альбом из десяти песен. Их альбом моментально пошёл по рукам, его переписали практически во всех институтах, и до сих пор у многих есть эти старые записи. В 1992 году во время записи второго альбома с помощью драм-машины «Ямаха» и микрофона «Ломо» Пачкай взял себе псевдоним «108-й» после прочтения статьи «Разгадка странного числа», а «Фукс» придумал название для группы — Da-108, где «Da» — это разговорный вариант произношения артикля «The» в афроамериканском сленге. В начале 1992 года «Фукс» с «Пашаном» пытались выступить на втором питерском рэп-фестивале, который проходил в парке имени Бабушкина, но там неожиданно отключили всё электричество и на сцену им выйти не удалось. После нескольких выступлений «Фукс» покинул группу в 1993 году. Летом 1993 года «108-й» встретил Расима из «Академии-2», который предложил ему поработать в качестве диджея в их группе на концертах в «Арт-клубе». Благодаря этому знакомству Пашан вместе с группой «Академия-2» снялся в видеоклипе Мистера Малого на песню «Буду погибать молодым».
В феврале 1994 года 108-й познакомился на баскетбольной площадке с Романом «Купером» Алексеевым, который в тот момент входил в состав группы S.M.D. (Suck My Dick), исполняющей песни на английском языке. 108-й предложил Куперу записать песню на русском на стихи Есенина, таким образом Купер записал свой куплет для песни «Московский гуляка» под музыку из песни «Поговорим о сексе» группы «Мальчишник». 8 марта 1994 года в павильоне «Аттракцион» происходит первое выступление нового состава Da-108: DJ 108-й и Купер. Эту дату и принято считать официальной датой рождения группы, хотя она и отличается от фактической на два года. Группа гастролирует по Питеру и Москве, участвуя в различных фестивалях и акциях, исполняя два основных трека — «Гуляка» и «Дурацкие вопросы». Автором всех текстов и музыки группы был DJ 108-й, кроме песни «Я хочу сказать», текст к которой Купер написал сам. Тексты Da-108 создавались под влиянием творчества питерского поэта-абсурдиста Даниила Хармса. Такую манеру стихосложения участники группы назвали «wack-style» («чушь стиль»), при этом манеру исполнения песен 108-й перенял у House of Pain, а Купер — у Naughty By Nature и Das EFX. Стиль своей музыки обозначили как «фольк-хоп», намекая на русский стиль продакшна с использованием фраз из советских фильмов.
В 1994 году по приглашению рэп-группы «Академия-2» группа выступила с песней «Гуляка» в Москве на концерте «Stop The Violence», организованном Владом Валовым. После выступления Валов пригласил их выступить на другом своём концерте — Rap Music, трёхдневный фестиваль, где группа заняла второе место, а первое место досталось группе I.F.K. В 1994 году группа Da-108 дала первое интервью для питерского «Пятого канала». В 1995 году 108-й покупает компьютер, с помощью которого были перезаписаны все первые песни, включая «Гуляку», «Автобус» и «Дорога на восток». В 1996 году группа Da-108 заняла первое место на фестивале Rap Music. 21 мая 1999 года на аудиокассетах вышел дебютный и единственный альбом группы Da-108 с участием Купера, «Дорога на восток», который представляет собой сборник песен, записанных в период с 1992 по 1998 годы. Альбом был выпущен на компакт-дисках 15 октября 1999 года на лейбле Zvezda Records. В 2007 году альбом был назван порталом Rap.ru одним из главных альбомов русского рэпа 1999 года.

### Da-108 Flava, Конфликт с Фуксом
Группа Da-108, пробивая дорогу рэпу в питерских клубах, даёт возможность новым командам появляться на сцене и, принимая всех желающих в Da-108 Flava, стремится к объединению питерских рэперов. В 1994 году возле станции метро «Горьковская» Купер начал торговать аудиокассетами с рэпом, DJ Кефир сделал ему рекламу на радио, и со всех концов Питера к нему стянулись местные рэперы. Таким образом в 1995 году было создано Питерское хип-хоп-объединение молодых команд Da-108 Flava (она же «Горьковская туса»), выступающих вместе на «сто восьмых» тусах: «Адреналин», «ЧП», «D-Stroy». Затем к ним примкнули «Поселение», «Невский Бит», «Зелёный Синдром», «Ikambi Gwa Gwa», рэпер A-Tone и другие В 1996 году сформировалась «Первомайская тусовка». Это команды, которые входят в «хип-хоп-ассоциацию Питера при ДК Первомайском», и принимают участие во всех акциях и фестивалях с 1996 года: X-Team, Другие Эмоции, Krec, рэпер Смоки Мо (группа «Три поросёнка»: ди-джей Удав, Полек и Смоки. Потом у них была группа «Ветер в голове»). С 2001 по 2005 год 108-й занимается выпуском трёх сборников хип-хоп-объединения DA-108 Flava: в 2001 году был выпущен первый сборник под названием «Мама Папа», в 2002 году — второй сборник «Первомайский рэп», а в 2005 году — третий сборник «Однажды в Питере».
В ноябре 1996 года с помощью Влада Валова на «Радио Рекорд» открывается передача «Хип-Хоп Инфо», ведущими которой становятся DJ 108-й и Антон «Фукс». Сценарии для эфира пишет DJ 108-й. Программа становится популярной за счёт авторитета группы Da-108. DJ 108-й продолжает писать музыку «Фуксу» и продюсировать его проект «Балтийский Клан», не подозревая о «благодарности», которую тот ему готовит. В 1997 году DJ 108-й организовывает «Третий питерский рэп-фестиваль» (первый прошёл в 1991 году в ЛДМ, второй – в 1992 году в парке им. Бабушкина). На фестивале выступило 26 команд. На этом фестивале появился директор пиратской компании «KDK Records», который предложил выпускать эти команды на своих сборниках. Его предложение заинтересовало «Фукса». Через некоторое время DJ 108-й предлагает компании «KDK Records» кандидатуру Фукса для выпуска альбомов. В это время «Фукс» договаривается с дирекцией радио о передаче ему директорства над программой «Хип-Хоп Инфо», в результате чего DJ 108-й теряет работу. Передача превращается в передачу о «бакланах» (группах Балтийского клана) и рэп дискредитируется, превращаясь в некачественную подделку для малолеток. В Питере произошёл раскол, после которого «стовосьмые» не уважают «бакланов».

### Сольная карьера
В 1998 году DJ 108-й и DJ Tonik стали ведущими программы «Хоп-инфо» на волнах радио «Порт-FM», но в самый разгар событий радио закрылось. В конце 1998 года 108-й открыл студию DJ 108 Production и свой лейбл «МАМАПАПА», на котором записывались молодые команды, а также различные радиоролики. В январе 1999 года 108-й записал совместно с Tоником (Легальный Бизне$$) и DJ LA'ем (Bad Balance) в своей студии альбом в составе группы No Face Crew, также известной как 3 DJ’s.
В 1999 году в состав группы Da-108 вошёл питерский диджей Keet. В августе 2000 года 108-й планировал снять видеоклип на совместный с Ikambi Gwa Gwa трек «Просто», но случайно узнал от диджея Штакета о том, что зимой-весной Купер подписал контракт с лейблом «МиксМедиа» и поэтому он не сможет сняться в клипе. В связи с этим 23 августа 2000 года 108-й снял видеоклип на сольную песню «Праздник Эй-Тона (Say 26)», которая была записана в 1999 году и является подарком на день рождения питерскому рэперу Эй-Тону из Da-108 Flava. Несмотря на маленький бюджет и домашнее качество, видео попало в ротацию чарта «20 самых-самых» телеканала «MTV Россия» в сентябре 2000 года. Песня выходит на сборниках «Неон Рэп Микс», «Hip Hop Info #7» и «Sprite: Рэп Music Микс» в апреле 2000 года. 10 сентября 2000 года группа Da-108 выступила на фестивале Adidas Streetball Challenge 2000.
В конце 2000 года 108-й по приглашению Влада Валова уехал в Москву, где работал в студии звукозаписи «Тон-ателье №1» в «Останкино» в качестве саунд-продюсера второго альбома ДеЦла, «Уличный боец», а также артистов хип-хоп-объединения Bad B. Альянс. По словам 108-го, «много всего было сделано, но денег эта работа не принесла». С 2001 по 2002 год 108-й записал свой сольный альбом «Комбинатор». В 2003 году он вернулся в Питер и выпустил видеоклип на совместную песню Da-108 и группы «Триатлон» под названием «Все вместе».
6 июля 2004 года 108-й под маркой группы Da-108 выпустил второй альбом «Комбинатор». Свой альбом он насытил семплами и цитатами, в основном из советских фильмов. Этим и объясняется название диска — фразы великого комбинатора Остапа Бендера, а также прочих советских киноперсонажей, служат комментариями и интерлюдиями к трекам. Интересными выглядят попытки положить на хип-хоп-бит классические тексты русских поэтов, в данном случае это стихи Есенина и Хармса.
В июле 2004 года 108-й дал интервью для сайта Rap.ru, где рассказал о новом альбоме, а также о том, что во время записи одной из песен потерял голос:
Долго собирал материал. Самые старые песни на альбоме: «Новый год», «Праздник Эйтона», «Чёрная кошка». Эти песни писались чуть ли не в 1998 году… «Чёрная кошка» писалась вообще целый год. Была история — я потерял голос и вообще должен был закрыться, как мс. В 1999 году, зимой. Ходил два месяца молчал. На этой песне потерял голос. Меня чуть ли не током лечили. Потом я на этой же песне месяца три ставил голос. Прошёл почти год и я её записал. С каждой песней по разному. Опс — текст, опс — музыка. Пишешь… Так пять лет и прошло.
В 2009 году 108-й дал интервью для документального сериала «Хип-хоп в России: от 1-го лица».
С 2014 по 2019 год 108-й был судьёй интернет-шоу Versus Battle, где судил баттлы между рэперами Oxxxymiron и Johnyboy (12 апреля 2015 года), Oxxxymiron и ST (19 июня 2016 года), а также баттл между Guf'ом и Птахой, который состоялся 6 февраля 2018 года.
В 2016 году дебютный альбом группы Da-108, «Дорога на восток», был впервые издан на виниле музыкальным издательством ZBS Records.
В 2017 году 108-й опубликовал архивное видео 1992 года, на котором в подземном переходе танцуют и читают рэп люди, которые впоследствии сыграют крайне важную роль для развития хип-хопа в России: Da-108, Bad Balance, Мистер Малой и другие. В том же году DJ 108-й и группа «Зелёный Синдром» выступили на разогреве у американской рэп-группы House of Pain в Санкт-Петербурге.
30 марта 2018 года 108-й под маркой группы Da-108 выпустил третий альбом «Питерский олдскул», в который вошли треки, сочинённые на заре создания группы, 1989—1992 года, а также треки середины 90-х и пара новых. В том же году принял участие в записи сольного альбома Васи В. — «Триумф».
В 2019 году 108-й в честь двадцатилетия песни «Праздник Эй-Тона» выпустил на виниле сингл «Сэй 26!», а также дал интервью для проекта «Мастерская Багуса», в котором рассказал о зарождении хип-хоп-сцены в Петербурге и о том, как звучит сегодняшний рэп. А также дал интервью для видеоблога Inside Show, где рассказал о болезни Купера, о работе в «Альянсе» и как создавался альбом «Дорога на восток».
23 мая 2020 года бывший участник группы Da-108, Роман «Купер» Алексеев, задохнулся угарным газом в результате пожара в своей квартире на восьмом этаже дома в Выборгском районе Санкт-Петербурга. Вместе с 43-летним рэпером погибла его 62-летняя мать Людмила. В интервью для «Пятого канала» и «РЕН ТВ» рэпер Паша Пачкай рассказал о последних годах жизни Купера. По словам друга умершего, тот испытывал серьёзные проблемы с алкоголем. Позже Паша «108-й» рассказал о знакомстве с Купером, переезде в Москву и пьянстве в интервью для паблика «Mash на Мойке». 1 июля Bad Balance, 108-й и Lojaz выпустили видеоклип на песню «Высоко на небесах», которая посвящена Куперу. 11 июня 108-й под маркой группы Da-108 выпустил четвёртый альбом «Это всё не то… (Чужие 2005—2011)», который включает треки, записанные в период с 2005 по 2011 годы и официально нигде не издававшиеся. 22 июня выпустил новый трек «Бери шинель», который войдет в пятый альбом группы под названием «Что было в начале». В сентябре дал интервью для видеоблога «Что? Было раньше».
10 января 2021 года вышел сингл и видеоклип на песню «Как бы не так», записанную при участии рэпера T-Sak. 26 апреля был выпущен сингл «Своё имя», на котором снова поучаствовал T-Sak. 10 марта DJ 108 выпустил сингл «Зенит. Баскетбол» (feat. Marz), а 12 июля — сингл «Зенит — Чемпион», посвящённые местному баскетбольному клубу. 10 ноября группа DA108 в обновлённом составе (DJ108 и Marz (Зелёный Синдром)) выпустила сингл и видеоклип на песню «Кино».

## Награды
- В 1994 году группа Da-108 заняла второе место на ежегодном международном фестивале рэп-музыки Rap Music[2][7], где через два года там же заняла первое место[8][9].
- В 1999 году DJ 108-й был признан лучшим хип-хоп-диджеем России и удостоился звания «Scratch-Master-99»[51].

## Личная жизнь
Женат. Имеет двоих детей: дочь и сына.

## Дискография

### Микстейпы
- 1999 — «А Вот Так ?!» (DJ 108)
- 2000 — «заМЕШАТЕЛЬство» (DJ 108)
- 2004 — «Breaking» (DJ 108 & DJ Keet)
- 2004 — «Party Up!» (DJ 108)
- 2004 — «The Best of HipHop 2004» (DJ 108)
- 2004 — «Back To Da Real Hip-Hop Of 90’s…» (DJ 108)
- 2004 — «Электротовары (Electric Boogie Mix)» (DJ 108)
- 2005 — «Даже Если…(Rекомбинатор)» (Da 108 vs DJ Shantor) (альбом ремиксов)
- 2005 — «Breaking 2» (DJ 108 & DJ Dark)
- 2005 — «In Da Club. R'n'b Mix» (DJ 108)
- 2005 — «Электротовары 2 (Electric Boogie Mix)» (DJ 108 & DJ Dark)
- 2005 — «Colors Of R’N’B» (DJ 108 feat. DJ R-Beat)
- 2006 — «Hip-Hop Muzic» / «Мемуары» (DJ 108 & DJ Dark)
- 2006 — «R’N’B Classic» (DJ 108 & DJ Dollar)
- 2006 — «DJ 108» (MP3)
- 2007 — «Битва при клаустрофобусе» (DJ 108)
- 2007 — «Hip-Hop 1» (DJ 108 Chart)

### В составе группы Da-108
- 1999 — «Дорога на восток»
- 2004 — «Комбинатор»
- 2018 — «Питерский олдскул»
- 2020 — «Это всё не то… (Чужие 2005—2011)»
- 2024 — «Что было в начале»

### В составе группы Da-108 Flava
- 2001 — «Мама Папа»
- 2002 — «Первомайский рэп»
- 2005 — «Однажды в Питере»

### В составе группы No Face Crew
- 1999 — «DJ DJ DJ» (No Face Crew: Тоник, Штакет, 108)

### В составе группы Bad B. Альянс
- 2001 — «Новый мир»

### Продюсирование
- 2000 — «Праздник Эй-Тона» (DJ-108) (сборник «Неон Рэп Микс») (сборник «Hip Hop Info #7») (сборник «Sprite: Рэп Music Микс»)
- 2000 — «2025 год» (скретчи: DJ 108) («Братья Улыбайте» — «Юлия любит Юрия»)
- 2001 — «Maby Baby» (Maby Baby) (музыка: DJ 108) (сборник «Hip Hop Info #8»)
- 2001 — «Не пытайся меня слить», «Нет войне» (музыка: DJ 108) (ДеЦл — «Уличный боец»)
- 2001 — «Мелекино» (музыка, сведение: DJ 108) (Мастер ШЕFF — «Мастер слога ломаного»)
- 2002 — «Меньше слов», «Я живу» (музыка: DJ-108) (N’Pans — «Чёрная сторона Легального Бизне$$а»)
- 2002 — «Террор» (музыка: DJ-108), «Rap Music» (рэп: DJ-108) (Bad B. Альянс — «Новый мир»)
- 2002 — «Regwalution» (Ikambi Gwa Gwa) (скретчи: DJ 108, DJ Wolt)
- 2003 — «Все танцевали», «Зоопарк» (музыка: DJ-108) (Жорик — «Уличная сказка»)
- 2003 — «Мы едем» (музыка: DJ-108), «Питерские миги» (музыка: DJ-108) (Bad B. — «Мало-по-малу»)
- 2003 — «Вместе все» (DJ 108 feat. Триатлон, Expansive Dance & DJ Udjin) (музыка: DJ-108) («Питерский Хип-Хоп. Новое И Лучшее 2004»)
- 2003 — «МС из катакомбы» (1.8.7.) (скретчи: DJ 108)
- 2003 — «Я бездельник» (DJ-108) (музыка: DJ-108) (сборник «Рэп На 100%: Анапа Арт 2003»)
- 2003 — «Айболит не лечит» (Айболит (B&B)) (музыка: DJ-108) (сборник «Рэп На 100%: Анапа Арт 2003»)
- 2003 — «Новый Год» (DJ-108) (музыка: DJ-108) (сборник «Рэп На 100 % #2»)
- 2003 — «Питерские миги» (Bad B.) (музыка: DJ-108) (сборник «Рэп На 100 % #2»)
- 2004 — «Потабачим» (музыка: DJ-108), «Pizness» (музыка: DJ-108) (Detsl — «Detsl Aka Le Truk»)
- 2004 — «Светит незнакомая звезда» (Face Control) (музыка: DJ 108) («Рэп На 100% IV»)
- 2005 — «Путь каравана» (Мастер Шеff feat. DA 108) (Мастер Шеff — «Грация»)
- 2006 — «Секс!Бокс!Джаз!» (ТНМК feat. Da-108) (музыка: DJ-108) (ТНМК — «Пожежі Міста Вавілон»)
- 2011 — «Я не добавляю» (DJ108 (DA108) Feat. Pkhat, Aggressive Ivan (L'SQUAD)) (музыка: DJ-108) (сборник «Hip Hop Info #10»)
- 2018 — «Intro / Йоу, Православные» (Вася В. feat. DJ 108) (Вася В. — «Триумф»)
- 2020 — «Мой хип-хоп» (Алкоголь После Спорта feat. DA108) (музыка, скретчи, сведение: DJ-108)